# (30933) Grillparzer
(30933) Grillparzer (1993 UW8) – planetoida z pasa głównego asteroid okrążająca Słońce w ciągu 4,11 lat w średniej odległości 2,56 j.a. Odkryta 17 października 1993 roku.